# Cặp base

Mô tả cặp base Watson-Crick adenine-thymine.

Cặp base (viết tắt tiếng Anh là bp trong base pair) là một đơn vị gồm hai nucleobase liên kết với nhau bởi các liên kết hydro. Chúng tạo thành những khối cấu trúc xoắn kép DNA, và đóng góp vào cấu trúc gập của cả DNA và RNA. Cặp base Watson-Crick (guanine-cytosine và adenine-thymine) tạo ra các liên kết hydro, cho phép các chuỗi xoắn DNA duy trì cấu trúc xoắn ốc thông thường, cấu trúc này phụ thuộc trình tự nucleotide. Nguyên tắc bổ sung của cấu trúc nhóm base này cung cấp một bản sao dự phòng của tất cả thông tin di truyền được mã hóa bên trong DNA sợi kép. Cấu trúc thông thường và sự dư thừa dữ liệu cung cấp bởi chuỗi xoắn kép DNA đã khiến DNA rất phù hợp với việc lưu trữ thông tin di truyền. DNA polymerase giúp DNA tái bản, còn RNA polymerase phiên mã DNA thành RNA. Nhiều protein liên kết DNA có thể nhận ra trình tự cặp base đặc trưng, từ đó nhận diện những vùng gen điều hòa riêng biệt.
Các cặp base nội phân tử có thể xuất hiện bên trong các acid nucleic sợi đơn. Đây là tính chất rất quan trọng trong các phân tử RNA (ví dụ RNA vận chuyển), nơi cặp base Watson-Crick (guanine-cytosine và adenine-uracil) cho phép sự hình thành cấu trúc xoắn kép ngắn. Các tương tác không phải là base Watson-Crick (như G-U hay A-A) cho phép các RNA gập thành một phạm vi rộng lớn, tạo thành cấu trúc ba chiều đặc trưng. Thêm nữa, việc ghép cặp base giữa RNA vận chuyển (tRNA) và RNA thông tin (mRNA) trong quá trình dịch mã để tạo ra trình tự amino acid, từ đó hình thành protein thông qua mã di truyền.
Kích thước của từng gen hoặc toàn bộ bộ gen của một sinh vật thường được đo theo đơn vị cặp base bởi vì DNA thường là sợi kép. Do đó, số lượng tổng các cặp base thì bằng với số nucleotide ở một trong hai mạch (ngoại lệ là các vùng đơn sợi không mã hóa của telomere). Bộ gen đơn bội của người (23 nhiễm sắc thể) được ước tính dài khoảng 3,2 triệu base và chứa 20.000–25.000 gen mã hóa protein riêng biệt. Một kilobase (kb) là một đơn vị đo trong sinh học phân tử bằng với 1000 cặp base của DNA hoặc RNA. Tổng lượng cặp base DNA liên kết trên Trái Đất ước tính vào 5.0 × 1037, và nặng 50 tỷ tấn. Để so sánh thì tổng sinh khối của sinh quyển đã được ước tính nặng 4 nghìn tỷ tấn carbon.

## Liên kết và độ ổn định hydro
|  |

|  |

Liên kết hydro là tương tác hóa học giúp sự bắt cặp base tuân theo các nguyên tắc bổ sung. Sự tương ứng về mặt cấu hình của các base cho phép bắt cặp "chính xác" và ổn định. DNA với số lượng tượng GC cao thì ổn định hơn là DNA có số lượng GC thấp. Tuy nhiên, trái ngược với các quan niệm phổ biến, các liên kết hydro không làm ổn định một cách đáng kể DNA, và sự ổn định thì chủ yếu là do các tương tác xếp chồng.

## Đo độ dài
Các chữ viết tắt dưới đây thường được sử dụng để mô tả độ dài của một phân tử DNA/RNA:
- bp  = cặp base (base pair)— một bp tương ứng với khoảng 3,4 Å (340 pm) [9] chiều dài dọc theo sợi, và khoảng 618 hoặc 643 daltons cho DNA và RNA theo thứ tự.
- kb (= kbp) = kilo base pair = 1,000 bp
- Mb (= Mbp) = mega base pair = 1,000,000 bp
- Gb = giga base pairs= 1,000,000,000 bp.